# Hanenballen

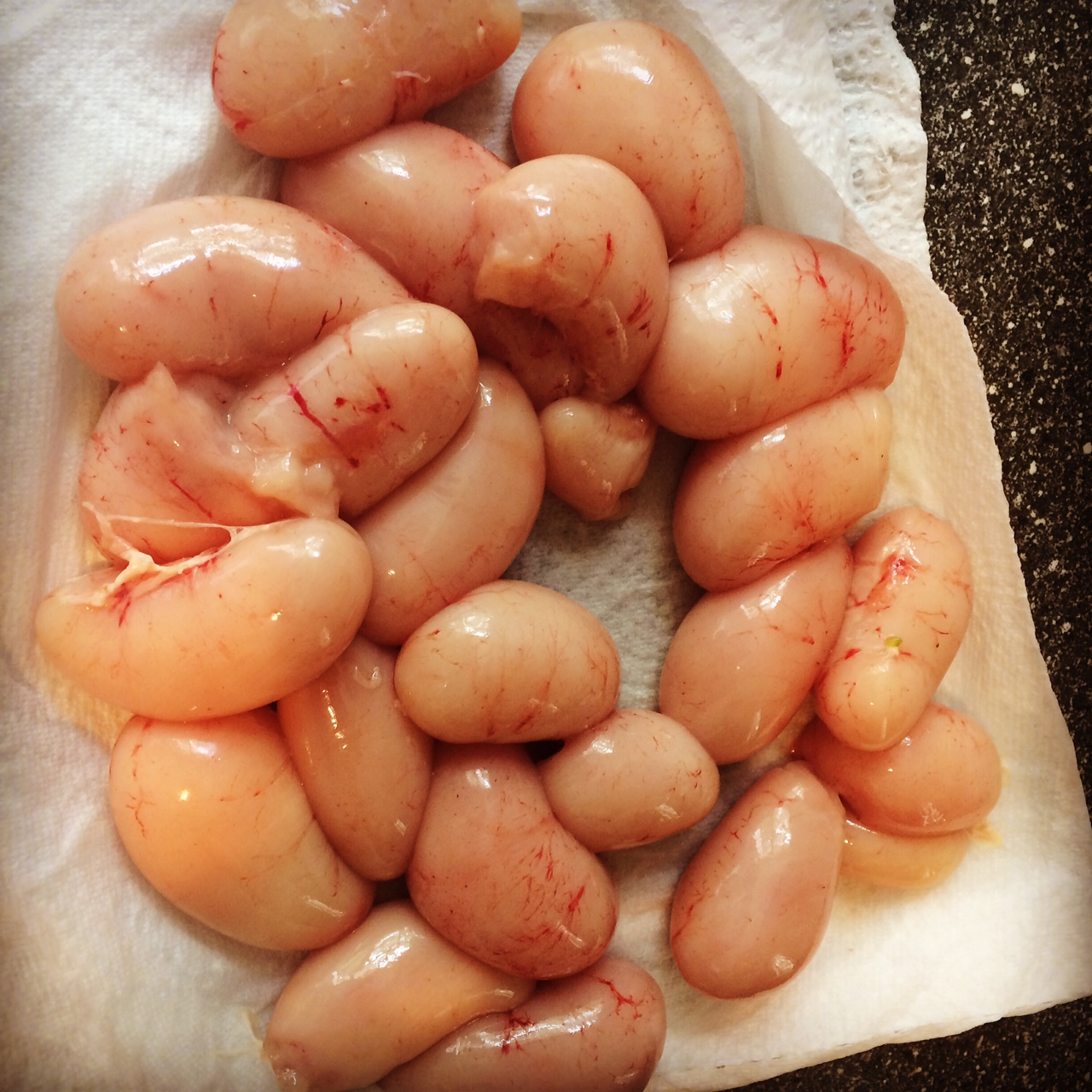
Hanenballen, grootte ca. 6 cm

Hanenballen, de testikels van een haan worden in Frankrijk gegeten, bijvoorbeeld bij het aperitief. Normaal gesproken worden ze eerst gepocheerd en dan in plakjes gebakken in boter met een sjalotje, knoflook en peterselie. Eufemistisch worden ze Rognons de poule genoemd, waarvan de vertaling kippennieren is. Ook worden ze wel Rognons blanc genoemd.
Ook andere organen van kippen en hanen worden gegeten, zoals hanenkammen, maagjes en hartjes. Het meest gegeten orgaan zijn kippenlevertjes.